# Wassermühle Barrien
Die private Wassermühle Barrien (auch Barrier Wassermühle genannt) in Syke, Ortsteil Barrien, An der Wassermühle 4b, stammt aus dem 19. Jahrhundert. 
Die Gebäudegruppe steht unter Denkmalschutz (Siehe auch Liste der Baudenkmale in Syke).

## Geschichte

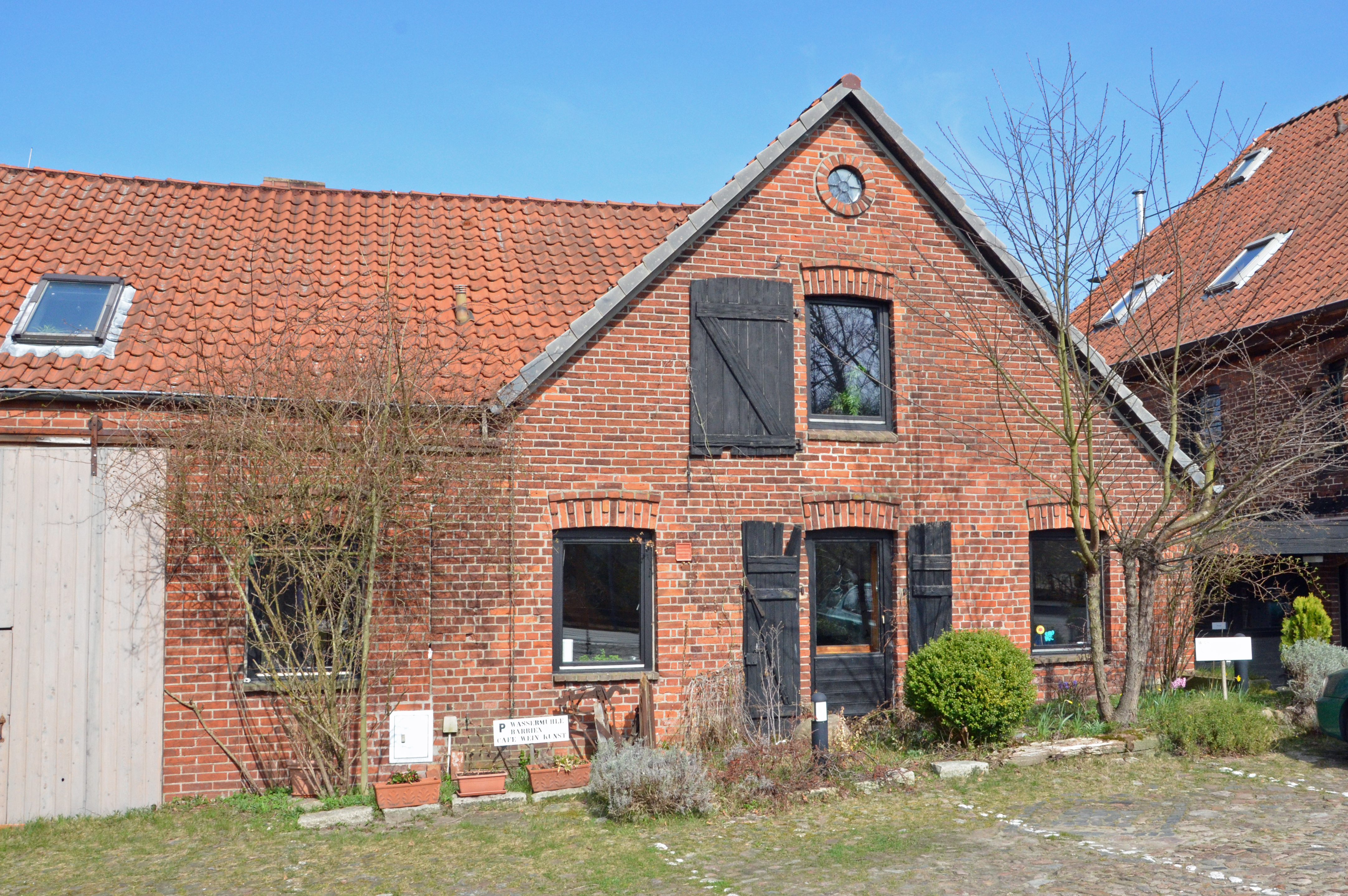
Stall an der Wassermühle

1345 wurde an der Hache zum ersten Mal eine Mühle erwähnt, als die Gebrüder Klenck ihre Mühle „im Kercdorpe tho Beringen“ an den Grafen von Hoya, in dessen Besitz sich seit 1326 das Dorf Barrien befand, verkauften.
Das historisierende heutige Mühlengebäude wurde 1857 gebaut. Es ist eingeschossig, verklinkert und mit einem Krüppelwalmdach ausgestattet. Das unterschlächtige Wasserrad stammt aus dem 18. Jahrhundert. Bis 1972 diente sie als Getreidemühle.
Im Innern sind die zwei Mahlwerke mit der Mühlentechnik erhalten. Wenn sich das Wasserrad dreht, wird Strom produziert. Studenten der Hochschule Bremen entwickelten die Anlage 1997 auf der Basis der alten Mühlentechnik.
Neben der Mühle steht das Wohn- und Wirtschaftsgebäude An der Wassermühle 6, das 1735 erbaut wurde.

## Heutige Nutzung
In dem Mühlengebäude finden seit etwa 1975 Ausstellungen und Vorträge statt; u. a. organisiert durch die Kulturinitiative Barrier Wassermühle von 1992. Der Verein Rüttelschuh veranstaltet Folkkonzerte, klassische Konzerte sowie Lesungen und Kabarett. Zudem wurde es von 1985 bis 2015 als Gasthaus (Café-Bistro) genutzt.
Der KunstVereinSyke mit einem kleinen Wassermühlen-Museum und Kraftwerk und der Kunstgewerbeladen von Christiane Palm-Hoffmeister sind im unteren Bereich des Mühlengebäudes eingerichtet. Das von Palm-Hoffmeister gegründete Heinrich-Schmidt-Barrien-Archiv befindet sich in der Mühle.
Ein an das eigentliche Mühlengebäude angrenzender ehemaliger Stall fungiert als Wohnhaus.